# Jean Rodolphe Perronet
Jean Rodolphe Perronet (ur. 27 października 1708 w Suresnes, zm. 27 lutego 1794 w Paryżu) – francuski architekt oraz inżynier, specjalizujący się w inżynierii budowlanej. Tworzył przede wszystkim mosty (głównie mosty kamienne). Jedną z najsłynniejszych jego konstrukcji jest Most de la Concorde w Paryżu. Perronet zorganizował w 1747 roku uczelnię techniczną w Paryżu École de Ponts et Chaussées, którą kierował aż do śmierci. Był on członkiem Francuskiej Akademii Nauk.

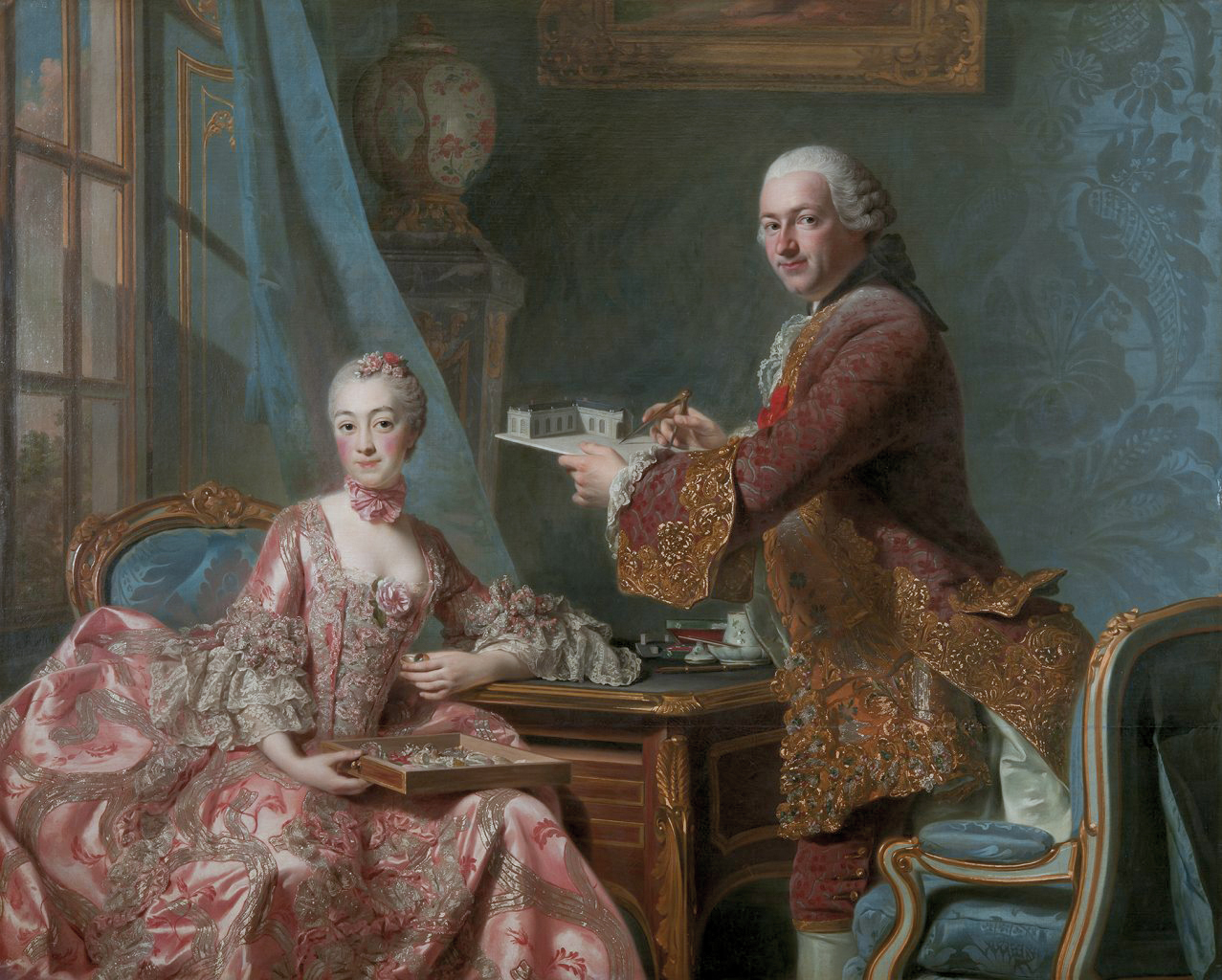
Portret autorstwa Alexandra Roslina "Architekt Jean-Rodolphe Perronet z żoną"